# Tikchik Lake
Der Tikchik Lake ist ein 16 km langer See im Wood-Tikchik State Park im Südwesten Alaskas nahe der Bristol Bay, etwa 100 km nördlich von Dillingham.
Er liegt östlich des Nuyakuk Lakes, einem See an der Ostflanke der Wood River Mountains, mit dem er über die Tikchik Narrows verbunden ist. Der Tikchik River mündet in das nördliche Seeufer. An seinem östlichen Ende bildet der Nuyakuk River, der nach 58 km in den Nushagak River mündet, den einzigen Abfluss. Nordöstlich liegt der Tikchik Mountain, südwestlich der Agenuk Mountain.
Die Bezeichnung der Ureinwohner Alaskas für den See wurde erstmals 1891 von A. B. Schanz in Frank Leslie's Illustrated Newspaper als „Tikshik“ dokumentiert. Auch die Schreibweisen „Tikchik“ und „Tukshik“ wurden verwendet.
Der Tikchik Lake ist neben dem Wood River namensgebend für den Wood-Tikchik State Park.